# Miriam Benjamin
Miriam E. Benjamin (Charleston, 16 settembre 1861 – Boston, 1947) è stata una docente e inventrice statunitense.

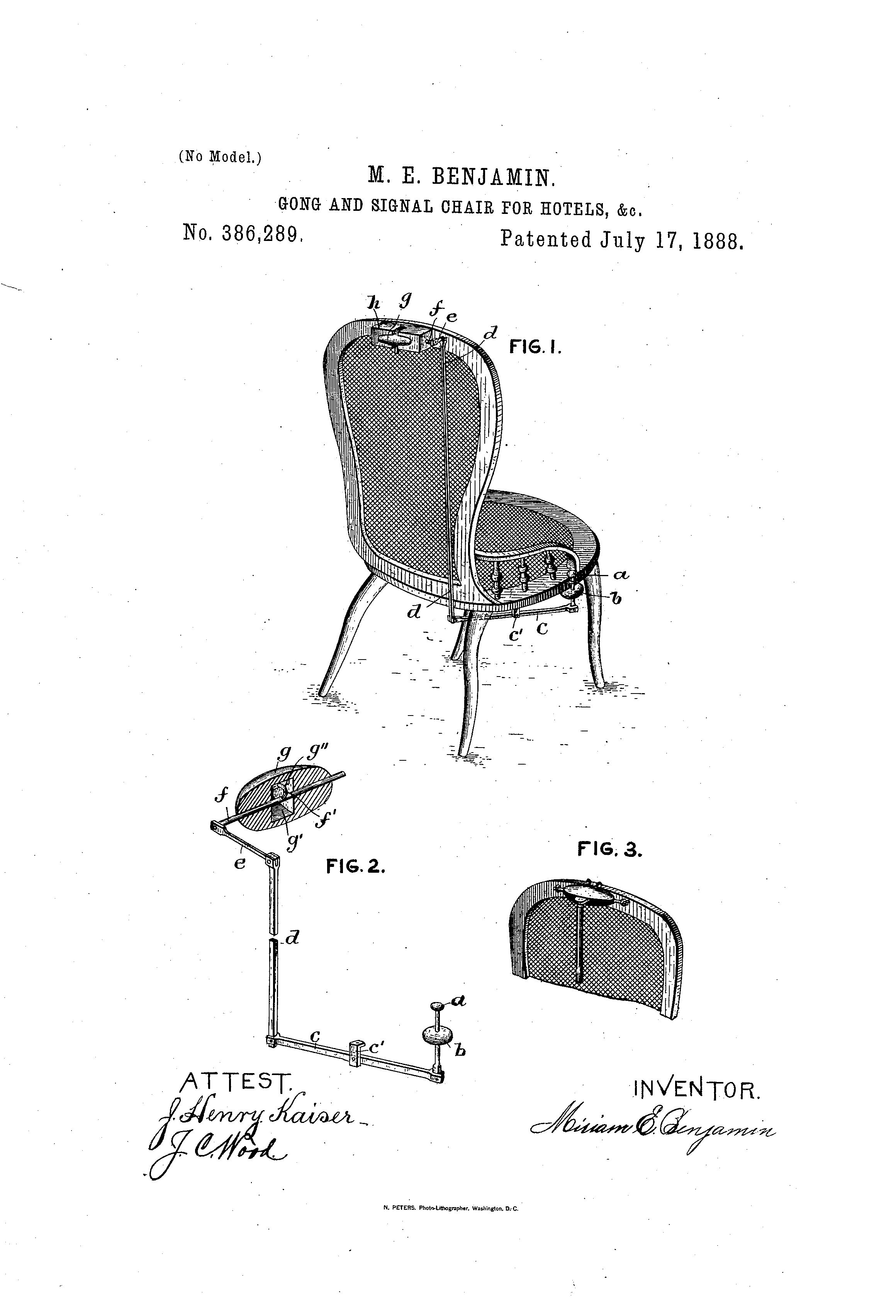
Sedia per hotel con gong inventata da Miriam Benjamin

Il 17 luglio 1888 ottenne un brevetto per la sua invenzione, il "Gong and Signal Chair for Hotels". Come suggerisce il nome, la sedia aveva sia un gong ad essa collegato che un segnale luminoso. In questo modo la sedia "avrebbe ridotto le spese degli hotel consentendo la riduzione del numero dei camerieri e inservienti, e aumentato la comodità e il comfort degli ospiti, ovviando alla necessità di battere le mani o chiamare ad alta voce per ottenere i servizi al tavolo". Quando la persona seduta premeva un piccolo pulsante sul retro della sedia, inviava un segnale a un assistente in attesa. Si accendeva anche una luce, consentendo all'addetto di vedere quale ospite avesse bisogno di aiuto. Il sistema venne adottato dalla Camera dei rappresentanti degli Stati Uniti ed è stato un precursore del sistema di segnalazione utilizzato sugli aerei per consentire ai passeggeri di chiamare gli assistenti di volo.

## Biografia
Dopo il suo trasferimento a Washington, la Benjamin divenne un'insegnante nel sistema scolastico municipale. Nel 1888 viveva al 1736 di New York Avenue, NW a Washington.
Miriam Benjamin frequentò brevemente la facoltà di medicina della Howard University ma dopo aver superato un esame per il servizio civile e aver lavorato come impiegata governativa in un certo numero di dipartimenti federali, si iscrisse alla facoltà di legge presso la Howard University. Dopo la laurea, divenne "avvocato di brevetti".
La carriera di inventrice di Miriam Benjamin non si concluse con la sua sedia "Gong e Signal". Il 4 dicembre 1917 ricevette il brevetto statunitense n. 1.249.000 per la sua suola per calzature. Questa invenzione aveva lo scopo di aiutare la termoregolazione della temperatura del piede.
Gli storici della musica credono che lei, sotto lo pseudonimo di genere neutro EB Miriam, abbia composto anche alcune marce. Una di queste è stata utilizzata nella campagna presidenziale di Theodore Roosevelt nel 1904.
Nel 1920, tornò a Boston, dove visse e lavorò con suo fratello, l'avvocato Edgar P. Benjamin. Insieme a Sarah Boone, Ellen Eglin e Sarah E. Goode, è stata una delle quattro donne afroamericane inventrici del suo tempo che svilupparono nuove tecnologie per la casa.
Morì a Boston nel 1947.

### Vita privata
Miriam Benjamin era nata a Charleston nella Carolina del Sud nel 1861 come donna di colore libera. Era la maggiore dei cinque figli di Francis Benjamin e Eliza (Hopkins) Benjamin. Nel 1873, la famiglia Benjamin si trasferì a Boston, nel Massachusetts, dove Miriam frequentò il liceo.
Miriam Benjamin non si sposò mai. Per la maggior parte della sua vita visse con la madre vedova, Eliza Jane (Hopkins) Benjamin (1840-1934), nell'area di Boston.